# Территориальная прелатура Кристаландии
 Территориальная прелатура Кристаландии  (лат. Praelatura Territorialis Cristalandiensis) — территориальная прелатура Римско-Католической церкви с центром в городе Кристаландия, Бразилия. Территориальная прелатура Кристаландии входит в митрополию Палмаса. кафедральным собором епархии Токантинополиса является собор Пресвятой Девы Марии.

## История
26 марта 1956 года Римский папа Пий XII выпустил буллу Ne quid Filiis, которой учредил территориальную прелатуру Кристаландии, выделив её из территориальной прелатуры Бананаль-и-Сан-Жоао-ду-Альту-Токантинса (сегодня упразднена). В этот же день территориальная прелатура Кристаландии вошла в митрополию Гоянии.
13 мая 1969 года и 27 марта 1976 года территориальная прелатура Кристаландии передала часть своей территории в пользу возведения территориальных прелатур Сан-Фелиса и Сантиссима-Консейсан-ду-Арагуая (сегодня — Епархия Сантиссима-Консейсан-ду-Арагуая).
27 марта 1996 года территориальная прелатура Кристаландии вошла в митрополию Палмаса.

## Ординарии территориальной прелатуры
- епископ Jaime Antônio Schuck (25.11.1958 — 11.05.1988);
- епископ Olívio Teodoro Obalhe (11.05.1988 — 29.09.1989);
- епископ Heriberto John Hermes (20.06.1990 — 25.02.2009);
- епископ Rodolfo Luís Weber (25.02.2009 — по настоящее время).

## Источник
- Annuario Pontificio, Libreria Editrice Vaticana, Città del Vaticano, 2003, ISBN 88-209-7422-3